# Claudius Savoye
Pour les articles homonymes, voir Savoye.
Claudius Savoye est un instituteur et préhistorien français, né à Ouroux (Rhône) le 1er décembre 1856 et décédé le 28 octobre 1908.

## Biographie
Claudius Savoye passe sa jeunesse à Émeringes où son père est nommé instituteur en 1857.
Il entre à l’école normale primaire de Villefranche-sur-Saône en 1877. Il est nommé instituteur à Juliénas, puis à Odenas, au pied du Mont Brouilly. Claudius Savoye s'investit pleinement dans la vie de sa commune ; il y est secrétaire de mairie, chef de la fanfare. Il ouvre une bibliothèque scolaire en 1889.
Il étudie la géologie, l’archéologie, et surtout la Préhistoire. En tant que membre de la Société d’Anthropologie, il côtoie Jos Jullien et Ernest Chantre.
Il est l'auteur du livre intitulé « Le Beaujolais préhistorique », qui contient le résultat de toute sa vie de chercheur sur l'histoire de sa région. Il décède prématurément le 28 octobre 1908, à l'âge de 51 ans.

## Publication
- Le Beaujolais préhistorique, 1898[2]

## Hommages
- On trouve une rue Claudius Savoye à Odenas ainsi qu'à Villefranche-sur-Saône.
- Le tome 2 du cycle beaujolais des fabuleuses aventures de Jean et Henri, "l'étrange livre de Claudius Savoye", utilise le livre "Le Beaujolais préhistorique" de Claudius Savoye dans son intrigue[3].